# John Drew
John Edward Drew (Vredenburgh, 30 settembre 1954 – Houston, 10 aprile 2022) è stato un cestista statunitense, professionista nella NBA.

## Carriera
Venne selezionato dagli Atlanta Hawks al secondo giro del Draft NBA 1974 (25ª scelta assoluta).

## Statistiche

### NBA

#### Regular Season
| Anno      | Squadra       | PG  | PT  | MP   | TC%  | 3P%  | TL%  | RP   | AP  | PRP | SP  | PP   |
| --------- | ------------- | --- | --- | ---- | ---- | ---- | ---- | ---- | --- | --- | --- | ---- |
| 1974-1975 | Atlanta Hawks | 78  | -   | 29,3 | 42,8 | -    | 71,3 | 10,7 | 1,8 | 1,5 | 0,5 | 18,5 |
| 1975-1976 | Atlanta Hawks | 77  | -   | 30,5 | 50,2 | -    | 74,4 | 8,6  | 1,9 | 1,8 | 0,4 | 21,6 |
| 1976-1977 | Atlanta Hawks | 74  | -   | 36,3 | 48,7 | -    | 71,4 | 9,1  | 1,8 | 1,4 | 0,4 | 24,2 |
| 1977-1978 | Atlanta Hawks | 70  | -   | 31,5 | 48,0 | -    | 76,0 | 7,3  | 2,0 | 1,7 | 0,4 | 23,2 |
| 1978-1979 | Atlanta Hawks | 79  | -   | 30,5 | 47,3 | -    | 73,1 | 6,6  | 1,5 | 1,6 | 0,2 | 22,7 |
| 1979-1980 | Atlanta Hawks | 80  | -   | 28,8 | 45,3 | 0,0  | 75,7 | 5,9  | 1,3 | 1,1 | 0,3 | 19,5 |
| 1980-1981 | Atlanta Hawks | 67  | -   | 31,0 | 45,6 | 0,0  | 78,7 | 5,7  | 1,2 | 1,5 | 0,2 | 21,7 |
| 1981-1982 | Atlanta Hawks | 70  | 51  | 29,1 | 48,6 | 33,3 | 74,1 | 5,4  | 1,4 | 0,9 | 0,0 | 18,5 |
| 1982-1983 | Utah Jazz     | 44  | 33  | 27,4 | 47,4 | 0,0  | 75,5 | 5,3  | 2,2 | 0,8 | 0,2 | 21,2 |
| 1983-1984 | Utah Jazz     | 81  | 4   | 22,2 | 47,9 | 27,3 | 77,8 | 4,2  | 1,7 | 1,1 | 0,0 | 17,7 |
| 1984-1985 | Utah Jazz     | 19  | 16  | 24,4 | 41,2 | 0,0  | 77,0 | 4,3  | 1,8 | 1,2 | 0,1 | 16,2 |
| Carriera  | Carriera      | 739 | 104 | 29,5 | 47,0 | -    | 74,8 | 6,9  | 1,7 | 1,4 | 0,3 | 20,7 |

#### Playoffs
| Anno     | Squadra       | PG | PT | MP   | TC%  | 3P% | TL%  | RP  | AP  | PRP | SP  | PP   |
| -------- | ------------- | -- | -- | ---- | ---- | --- | ---- | --- | --- | --- | --- | ---- |
| 1978     | Atlanta Hawks | 2  | -  | 39,5 | 42,9 | -   | 62,5 | 7,5 | 1,5 | 0,5 | 0,5 | 26,0 |
| 1979     | Atlanta Hawks | 9  | -  | 30,6 | 42,0 | -   | 76,1 | 6,7 | 0,8 | 1,0 | 0,4 | 16,1 |
| 1980     | Atlanta Hawks | 5  | -  | 30,0 | 38,1 | -   | 71,4 | 6,0 | 0,8 | 1,4 | 0,0 | 14,6 |
| 1982     | Atlanta Hawks | 2  | -  | 29,5 | 36,4 | -   | 58,3 | 5,0 | 0,5 | 0,0 | 0,0 | 11,5 |
| 1984     | Utah Jazz     | 11 | -  | 15,6 | 50,6 | -   | 78,8 | 2,3 | 0,8 | 0,4 | 0,0 | 10,2 |
| Carriera | Carriera      | 29 | -  | 25,3 | 43,1 | -   | 72,5 | 4,8 | 0,8 | 0,7 | 0,2 | 14,0 |

## Palmarès
- NBA All-Rookie First Team (1975)
- 2 volte NBA All-Star (1976, 1980)
- CBA Newcomer of the Year (1986)
- All-CBA First Team (1986)
- 1 volta maggior numero di rimbalzi offensivi in stagione NBA

## Vita privata
Durante la sua carriera nel basket lottò contro la dipendenza dalla cocaina, andando più volte in riabilitazione e venendo arrestato per possesso e compravendita di droga. Il cestista fu la prima vittima della nuova politica antidroga di David Stern, Commissario della NBA, e venne infine interdetto dalla lega. 
Nel 2002 dichiarò all'Atlanta Journal-Constitution di avere finalmente il controllo sulla propria dipendenza. Nei suoi ultimi anni di vita lavorò come tassista. Malato di tumore delle ossa, morì a 67 anni.